# Смолин (Черниговская область)
Смо́лин (укр. Смо́лин) — село Черниговского района Черниговской области Украины, центр сельского Совета. Расположено на правом берегу Жеведь, в 34 км от районного центра и в 6 км от железнодорожной станции Жидиничи ответвления «Жукотки — полигон Гончаровское» Юго-Западной железной дороги. Население 590 человек
Код КОАТУУ: 7425588501. Почтовый индекс: 15557. Телефонный код: +380 462.

## История
Первое письменное упоминание о селе датируется 1523 годом. Советская власть в Смолине установлена в январе 1918 г. На фронтах Великой Отечественной войны и в партизанских соединениях сражались 325 жителей села, 283 участника войны удостоены правительственных наград, 157 человек погибли. Во время Великой Отечественной войны в селе была организована подпольная патриотическая группа. На братской могиле советских воинов, павших смертью храбрых при освобождении села от гитлеровских оккупантов, сооружен памятник. Установлен обелиск в честь «воинов-односельчан, павших в борьбе против немецко-фашистских захватчиков».
В Смолине обнаружены славянское поселение первых веков н. э., северянское (VIII—X вв.), а также городище, поселение и четыре курганных могильника времён Киевской Руси (IX—XIII вв.).

## Власть
Орган местного самоуправления — Смолинский сельский совет. Почтовый адрес: 15557, Черниговская обл., Черниговский р-н, с. Смолин, ул. Победы (Перемоги), 26.
Смолинскому сельскому совету, кроме с. Смолин подчинено село Козероги

## Интересные факты
- Уроженцем села Смолин является член Союза художников СССР А. Н. Шкурко.
- В селе Смолин находится более двух десятков курганов, однако археологические раскопки сейчас не проводятся.
- Церковь св. Николая в с. Смолин находится напротив сельсовета, действующая.